# Mahura hinua
Mahura hinua är en spindelart som beskrevs av Forster och Wilton 1973. Mahura hinua ingår i släktet Mahura och familjen trattspindlar. Inga underarter finns listade i Catalogue of Life.